# Alan Bahia
Alan Bahia (sinh ngày 14 tháng 1 năm 1983) là một cầu thủ bóng đá người Brasil.

## Sự nghiệp câu lạc bộ
Alan Bahia đã từng chơi cho Vissel Kobe.

## Thống kê câu lạc bộ

### J.League
| Đội         | Năm       | J.League | J.League | J.League Cup | J.League Cup | Tổng cộng | Tổng cộng |
| Đội         | Năm       | Trận     | Bàn      | Trận         | Bàn          | Trận      | Bàn       |
| ----------- | --------- | -------- | -------- | ------------ | ------------ | --------- | --------- |
| Vissel Kobe | 2009      | 9        | 0        | 2            | 0            | 11        | 0         |
| Tổng cộng   | Tổng cộng | 9        | 0        | 2            | 0            | 11        | 0         |